# Frontière entre le Mali et le Sénégal

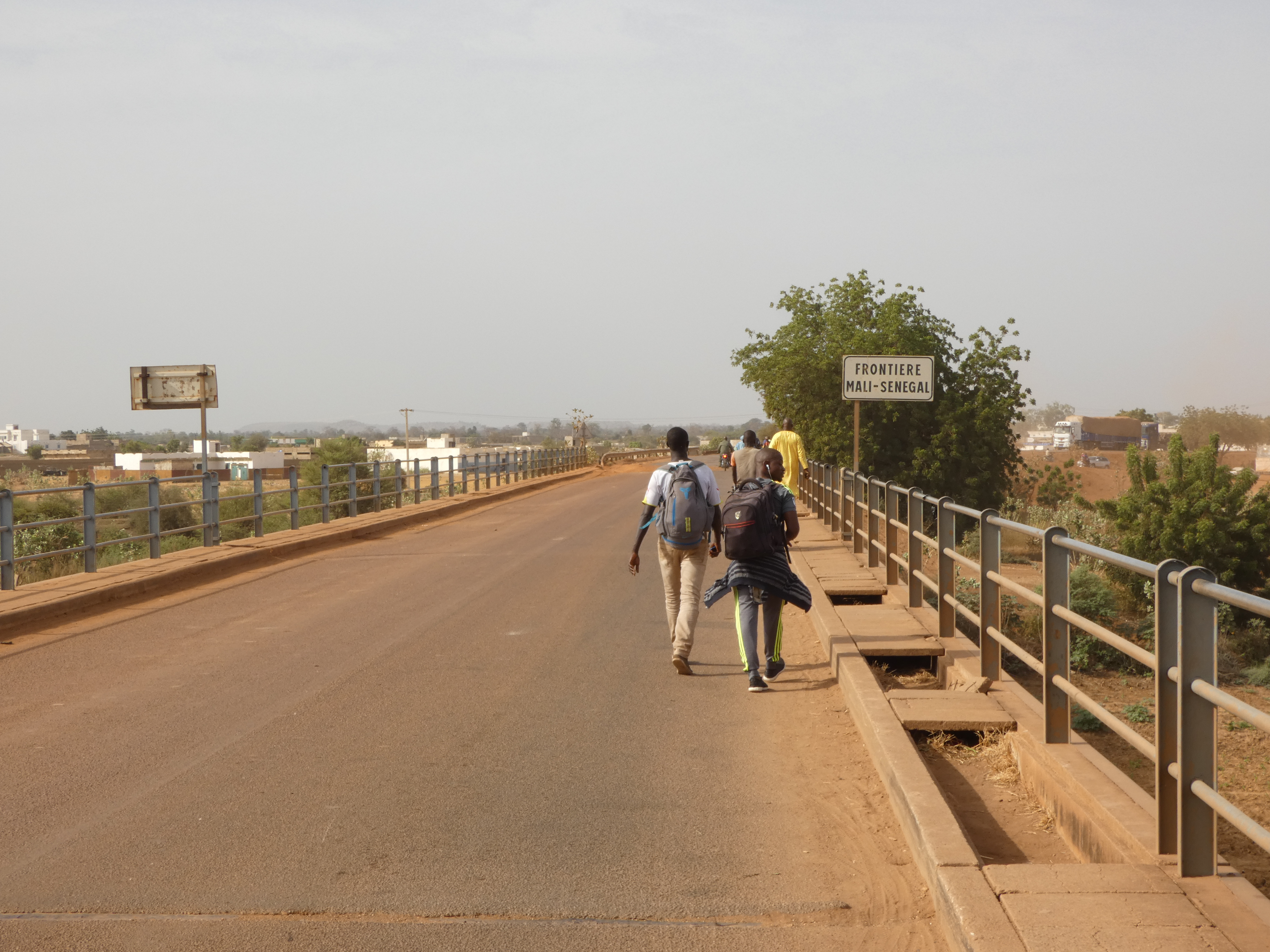
Pont routier vers Kidira, depuis le Mali.

La frontière terrestre entre le Mali et le Sénégal est la plus petite frontière internationale du Mali. Longue de 419 kilomètres, elle sépare l'ouest de ce pays du Sénégal sans impliquer un changement d'heure.

## Tracé
Au nord, la frontière trouve son origine au niveau d'un tripoint où convergent les frontières entre le Mali et la Mauritanie et entre la Mauritanie et le Sénégal. Elle suit ensuite une orientation sud-sud-est avant de s'achever en un autre tripoint qu'elle forme avec les frontières entre le Mali et la Guinée et entre la Guinée et le Sénégal.

## Postes frontières
Les principaux postes frontières, routier et ferroviaire, se situent à Kidira.